# رادنی کلاپ
رادنی کلاپ (انگلیسی: Rodney Clapp؛ زادهٔ ۱ ژانویهٔ ۱۹۰۱) نویسنده مذهبی مسیحیت و عضو کلیسای اسقفی پروتستان (ایالات متحده آمریکا) و روزنامه‌نگار بود.